# Semiothisa pumila
Semiothisa pumila là một loài bướm đêm trong họ Geometridae.